# Val di Tures
La val di Tures (Tauferer Tal in tedesco, val de Türesc in ladino) è una valle che si trova in Alto Adige, che parte da Campo Tures e scende sino a Brunico.
Prima del centro abitato di Campo Tures, la valle ha un nome diverso, essa prende il nome di valle Aurina, seguendo l'omonimo torrente e la strada Strada statale 621 della Valle Aurina.
Dal punto di vista orografico la valle separa nelle Alpi dei Tauri occidentali le Alpi della Zillertal (ad ovest) dalle Alpi Pusteresi (ad est).